# Алтухово (деревня, городской округ Зарайск)
Алтухово — деревня в Зарайском районе Московской области. Входит в состав муниципального образования сельское поселение Гололобовское. Также упоминается как Алтухово (северное).
Население — 36 чел. (2010).

## География
Расположена на юго-востоке Московской области, в северной части Зарайского района, в 9,5 км севернее Зарайска. На северо-востоке села протекает река Меча. Западнее Алтухово проходит автодорога Луховицы — Зарайск.

## Население
| 2002 | 2006 | 2010 |
| ---- | ---- | ---- |
| 47   | ↘44  | ↘36  |

## История
Встречается в Документах XVI века. В 1790 году в деревне находилось 10 дворов и проживало 146 жителей. Хозяйкой была Мария Кирилловна Плещеева. В середине XIX века деревня становится вотчиной князя Волконского. В 1858 году здесь 25 дворовых хозяйств и 138 жителей. В 1930 сформирован колхоз «Рассвет», он объединил 57 трудоспособных крестьян из 28 хозяйств; в 1968 году деревня отнесена к совхозу «Новоселовский», а с 1976 года — к совхозу «Большевик».